# Яндашево
Янда́шево (чув. Шуркасси) — село, ранее входило в состав Чебоксарского, Мариинско-Посадского районов и города Чебоксары Чувашии. Ликвидировано в связи со строительством Чебоксарского химкомбината. С 1965 года в составе Новочебоксарска, юго-восточная окраина города. Село исключено из списка населённых мест к 1 января 1968 года.

## География
Село возникло в устье реки Большой Цивиль.

## История
Историк В. Д. Димитриев отмечал: 

В предании о возникновении села Яндашево говорится, что из-за нападений монголо-татар чуваши с левой стороны Волги подались на реку Суру, а затем повернули на северо-восток и осели на реке Цивиль, где построили укрепленное поселение, в котором жили в дружбе и согласии с марийцами.— Чувашские исторические предания:63
Административно-территориальная принадлежность
В составе: Шерданской (по состоянию на 1625 год):180, Алымкасинской (до 4 марта 1918 года), Яндашевской волостей Чебоксарского уезда (до 1 июня 1919 года), волостной центр с 1917 по 1 июня 1919 года. С 1 июня 1919 года — снова в Алымкасинской волости, с 1 октября 1927 года село вошло в состав Чебоксарского района (образован Яндашевский сельсовет), с 17 ноября 1928 года — в Мариинско-Посадском районе (с 14 июня 1954 — в Банновском сельсовете), с 16 марта 1961 года в подчинении Чебоксарскому горсовету, 27 сентября 1965 года передан в подчинение Новочебоксарскому горсовету, затем, с 11 декабря 1965 года, — Новочебоксарскому райсовету.
Религия
В селе не позднее 1772 года была построена церковь, вновь отстроена в 1792 году на средства прихожан, обновлена в 1885 году. Церковь каменная с главным престолом во имя святого Николая Чудотворца. 

Приделы: правый — во имя Святого апостола Иоанна Богослова, левый — во имя Святого великомученика Пантелеимона (с 1886 года).

Церковь была закрыта в 1940 году. Не сохранилась. Иконы были сожжены «за ненадобностью».

## Название
Вероятно, название «Яндашево» произошло от личного мужского языческого имени Янту́ш (Йантуш).
Прежние названия
Краевед Дубанов И.С., ссылаясь на исследование Павлова Л.П. и Станьяла В.П. «Сторона моя чебоксарская», отмечает:

Первоначальное название деревни — Шордан. Возникла она, предположительно, в 1595 году, после присоединения чувашского края к русскому государству.— Географические названия Чувашской Республики
Никольское, Шор-Касы (1897), Йанташ.

## Население
В 1781—1782 годах, согласно «Ведомости о наместничестве Казанском», в селе Никольское, Яндашево тож числилось 332 крещёных чуваша и 2 ясашных крестьянина

В 1859 году в казённом селе Яндашево (Никольское, Ширданы, Шор-Касы) «при речке Цивиль» числилось 199 дворов (524 жителей мужского пола и 552 — женского). Отмечено наличие православной церкви и училища.

В 1883 году в Алым-Касинской волости, «Яндашево (Никольское, Шор-Касы)при Цивиле» — «дворов 105, жителей 476, волостное правление, церковь православная, школа, лавка, базар по субботам».
В «Списке селений Казанской губернии» 1897 — Яндашево, село, чувашское, 659 человек, Шор-Касы, Чебоксарский уезд, Алымкасинская волость.

К 1907 году в Никольском (Яндашево) насчитывалось 717 чуваш «обоего пола».

## Памятники и памятные места
- Обелиск «Вечная память павшим воинам в Великой Отечественной войне 1941—1945 гг.» (дд. Яндашево, Тенекасы; Новочебоксарск, проезд Шоршельский)[18].

Яндашевский комплекс памятников
Яндашевский комплекс памятников — группа разновременных памятников (стоянка эпохи мезолита, 11 поселений бронзового века, городище и могильник раннего железного века, 2 могильника XVII—XVIII вв., местонахождения древних предметов и др.). Основная их часть расположена на левом берегу нижнего течения Большого Цивиля (Чебоксарский район), городище и одно из поселений (№ 9) — на правом берегу (Мариинско-Посадский район):
- Поселение Яндашево 1 «Карман тÿпи» («Улăп тăпри») — 3 комплекса: 1) материалы верхнего горизонта отнесены к болгарскому поселению X—XII вв.; 2) материалы среднего, основного, горизонта отнесены к поселению эпохи бронзы; 3) материал нижнего горизонта отнесён к неолитической стоянке кон. 3 тыс. до н. э. (на левом берегу Большого Цивиля, в 150 м от берега, в 0,7 км выше устья реки Кукшум, в 2 км к северу от деревни Нижний Магазь Чебоксарского района[19]; памятник археологии регионального значения, объект культурного наследия № 2100210000)[20].
- Стоянка (вдоль левого берега Цивиля, юго-западнее устья; памятник археологии регионального значения, объект культурного наследия № 2100209000)[21]
- Городище «Кивӗ хула вырӑнӗ» — железный век (Мариинско-Посадский район, 2 км северо-восточнее Яндашево, в лесу на правом берегу Цивиля; памятник археологии регионального значения, объект культурного наследия № 2100510000)[22][23].

## Память о селе
- Улица Яндашевская, бывшая в черте Новочебоксарска (упразднена)[24].
- «Фонтан памяти» в честь 13 деревень, вошедших в состав Новочебоксарска, расположен у входа в храм равноапостольного князя Владимира на Соборной площади Новочебоксарска. На гранях фонтана — названия 13 деревень, на месте которых основан современный Новочебоксарск: Анаткасы, Арманкасы, Банново, Ельниково-Изеево, Ельниково-Тохтарово, Иваново, Ольдеево, Пустынкасы, Тенеккасы, Тоскинеево, Цыганкасы, Чёдино, Яндашево. Памятник воздвигнут по инициативе президента Чувашии Николая Федорова, уроженца д. Чёдино. Автор проекта — архитектор Н. Рожкова. Открытие состоялось 31 октября 2003 года[25].
- 28 июля 1994 года в память о снесённой церкви села Яндашево нижний храм[26] (один из трёх приделов[27]) Новочебоксарского собора святого равноапостольного князя Владимира освящён в честь Николая Чудотворца[26].

## Уроженцы села
- Ахтубай (Степанов) Валентин Степанович (1908—2002) — поэт, журналист. Член Союза писателей СССР (1939). Участник Великой Отечественной войны[28].
- Василевский (Васильевский) Николай Петрович (1865—1961) — врач, организатор здравоохранения. Служил земским врачом в Ядрине, затем в селе Воскресенское Владимирской губернии. С 1895 года земский врач в Херсонской губернии, затем заведующим санитарным бюро Одессы. С 1908 года заведовал медико-санитарным бюро городской управы Баку, организовал при нём бактериологическую лабораторию. В 1913 году переехал в Санкт-Петербург, где руководил санитарным бюро губернского земства, открыл лабораторию, начал издавать санитарные хроники. В 1917 году возглавил медико-санитарную часть отдела Петроградского губернского комитета по земскому хозяйству, в 1918 году член Комиссариата здравоохранения Союза коммун Северной области. В 1919 году — заведующий отделом общества борьбы с туберкулёзом Народного комиссариата здравоохранения. В начале 1920-х годов работал в городах Одесса, Ялта, с 1925 года в Москве[29].
- Ефремова Александра Ефремовна (1925—2013) — передовик производства, Герой Социалистического Труда (1971). Работала дояркой в колхозе «Правда» Мариинско-Посадского и совхозе им. 25-го съезда КПСС Чебоксарского районов. Награждена орденами Ленина, «Знак Почёта». Почётный гражданин Новочебоксарска[30].
- Силов Анатолий Александрович (1938) — художник-прикладник, живописец, график, член Союза художников СССР (1982), Заслуженный художник Чувашской Республики (1995), народный художник Чувашской Республики (2013), Лауреат Государственной премии Украинской ССР им. Т. Г. Шевченко (1972). Почётный гражданин Мариинско-Посадского района[31].
- Тогаев Анатолий Николаевич (1884—1976) — композитор, хоровой дирижёр, организатор музыкальной самодеятельности, член Союза композиторов СССР (1941), Заслуженный деятель искусств Чувашской АССР (1953).
- Марков, Николай Алексеевич (1933—2011) — военачальник, генерал-лейтенант авиации (1974). Служил в войсках ПВО: лётчиком, старшим лётчиком, начальником штаба авиационной эскадрильи, заместителем командира и командиром авиаэскадрильи, командиром авиационного полка, заместителем командира дивизии, командиром дивизии. Два года был военным специалистом за границей. В 1980—1987 – командир корпуса Московского округа ПВО. В 1987 году уволен в запас. Проживал в Твери. Награждён орденами Красной Звезды, «За службу Родине в Вооружённых Силах СССР» 3-й степени, медалями. Похоронен в Новочебоксарске[32].

## Прочее
- Одна из улиц села носила название Райская[4].